# Acquaro

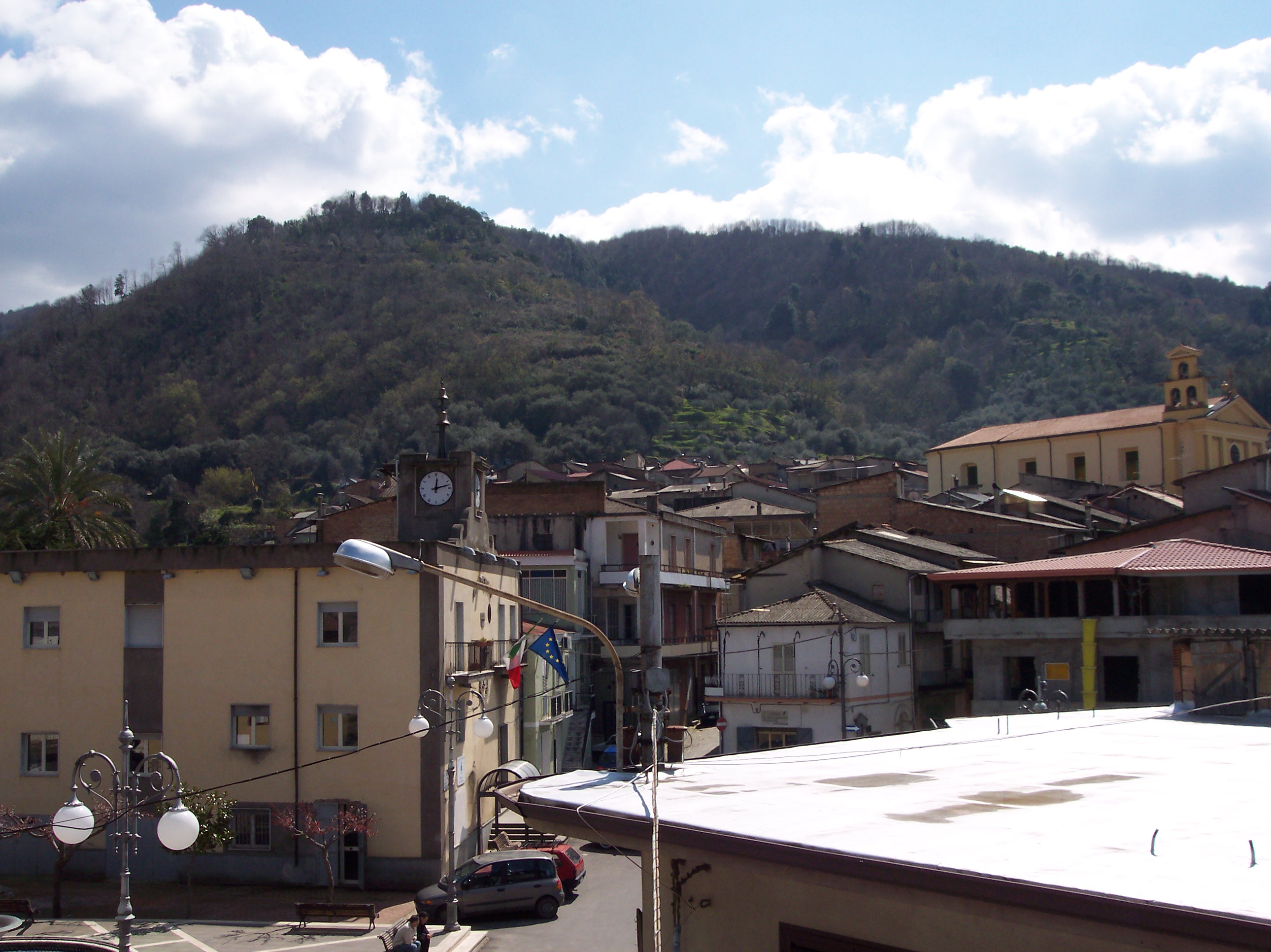
Acquaro

Acquaro ist eine süditalienische Gemeinde mit 1830 Einwohnern (Stand 31. Dezember 2023) in der Provinz Vibo Valentia in Kalabrien. Die Gemeinde liegt etwa 22 Kilometer südsüdöstlich von Vibo Valentia und grenzt unmittelbar an die Metropolitanstadt Reggio Calabria. Acquaro liegt zum Teil im Parco naturale regionale delle Serre und ist Teil der Comunità Montana Dell'Alto Mesima.